# Finding Neverland
Finding Neverland er en film fra 2004 instrueret af Marc Forster. Manuskriptet er skrevet af David Magee baseret på Allan Knees teaterstykke The Man Who Was Peter Pan.
Johnny Depp (John Christopher Depp II) spillede rollen som J.M. Barrie, manden, der opfandt Peter Pan. Sammen med Depp ser man Freddie Highmore, som Peter Llewelyn Davies.
I filmen ses også Kate Winslet i rollen som Sylvia Llewelyn Davies, mor til Peter.
På rollelisten ses navne som Radha Mitchell, Joe Prospero, Dustin Hoffman og Kelly Macdonald som spiller Peter Pan.
Filmens plot: Historien om James Matthew Barrie's venskab med en familie (Davies) som inspirerede ham til at finde på Peter Pan.

## Filmens priser
Filmen vandt en en Oscar i 2005. Johnny Depp var nomineret til en Oscar for bedste mandlige hovedrolle, men vandt ikke. Depp var også nomineret til en Saturn Award som bedste skuespiller. Freddie Highmore blev også nomineret til en Saturn Award som bedste optræden af en yngre skuespiller. Ingen af dem vandt. Freddie Highmore vandt dog en Golden Globe.
Filmen vandt også en Truly Moving Sound Award i 2004, og i 2005 fik den da også en Sierra Award.
Andre priser filmen og skuespillerne var nomineret til, eller vandt:
Luke Spill vandt Young Artist Award, som Highmore også var nomineret til.
Nomineret til en Teen Choice Award.
Nomineret til en Robert.
Nomineret til en People's Choice Award.
Nomineret til en MTV Movie Award.
Johnny Depp var nomineret til en Empire Award, Freddie Highmore vandt en af disse.
Nomineret til en Eddie og mange flere.

## Eksterne Henvisninger
- Finding Neverland på Internet Movie Database (engelsk)
- Finding Neverland på Filmdatabasen
- Finding Neverland på Scope
- Finding Neverland i Svensk Filmdatabas (svensk)
- Finding Neverland på AlloCiné (fransk)
- Finding Neverland på MovieMeter (nederlandsk)
- Finding Neverland på AllMovie (engelsk)
- Finding Neverland hos American Film Institute (engelsk)
- Finding Neverlands profil hos Encyclopædia Britannica Online (engelsk)
- Finding Neverland på Turner Classic Movies (engelsk)